# ستاينر أموندسين
ستاينر أموندسين (بالنرويجية البوكمول: Steinar Amundsen)‏ هو راكب الكنو نرويجي، ولد في 4 يوليو 1945 في باروم في النرويج.

## وصلات خارجية
- ستاينر أموندسين على موقع أوليمبيديا (الإنجليزية)